# Adhortativ
Der Adhortativ, abgeleitet von lateinisch adhortativus = ermahnend, ist die auffordernde, ermahnende Form eines Verbs. Er richtet sich an mehrere Personen, zu denen sich auch der Sprecher rechnet, wird also in der 1. Person Plural gebraucht.
Während etwa das Ungarische und die slawischen Sprachen eigene Verbformen für den Adhortativ kennen, drückt das Deutsche eine solche Aufforderung entweder umschreibend oder durch den Konjunktiv aus.

## Deutsche Sprache

### Standard
In der deutschen Grammatik ist der Adhortativ mittlerweile als eigene Kategorie anerkannt und wird als Untertyp des Imperativs eingeordnet. Er trägt meist aber keine Imperativflexion (nur bei lassen, siehe unten), sondern wird markiert durch Konjunktiv I in der 1. Person Plural. Allerdings ist diese Form nur noch beim Verb sein vom Indikativ unterscheidbar:
- „Seien wir doch einmal ehrlich“ anstelle von Indikativ „Wir sind ehrlich.“

Für andere Verben ist der Konjunktiv I im Adhortativ nicht mehr erkennbar, da die Flexion des Indikativs und des Konjunktivs I in der 1. Person Plural zusammenfällt. Daher ist der Adhortativ auf den ersten Blick leicht mit einer Frage oder einer Aussage zu verwechseln:
1. „Ich habe Hunger, gehen wir zum Essen!“ (Adhortativ)
2. „Haben wir Hunger, (so) gehen wir zum Essen.“ (Aussage)
3. „Ich habe Hunger, gehen wir zum Essen?“ (Frage)

Die Verb-Erst-Stellung zusammen mit der Intonation (bzw. in der Schrift Ausrufezeichen), sowie ggf. Partikeln wie doch, mal etc., markieren aber den Adhortativ ausreichend deutlich. Diese Kategorie wird also im heutigen Deutsch überwiegend durch die grammatische Konstruktion markiert, weniger durch eine Wortform.
Alternativ kann der Adhortativ in der deutschen Sprache mittels lassen in beiden flektierten Imperativformen und dem Pronomen uns ausgedrückt werden:
- „Lass uns zum Essen gehen!“ (Ansprache an eine andere Person, 2. Person Singular)
- „Lasst uns zum Essen gehen!“ (Ansprache an mehrere Personen, 2. Person Plural)

Diese Form wird in der Literatur zwar erwähnt, dort allerdings nicht als eigenständige Form, sondern lediglich als Umschreibung betrachtet.

### Umgangssprache
Der Konjunktiv I zur Bezeichnung des Adhortativs wird in der Umgangssprache beim Verb „sein“ – dem einzigen Fall, wo er äußerlich erkennbar ist – auch durch den Indikativ ersetzt, siehe hierzu Indikativ #Indikativ im Ausdruck von Aussage oder Aufforderung. In diesem Fall lässt sich die Kategorie Adhortativ überhaupt nur noch an der Konstruktion festmachen.
Ein noch weiter gehender Sprachwandel in jüngster Zeit lässt aus lass uns mal eine Partikel lassmal oder lassma entstehen:
- „Lassmal telefonieren!“

In dieser Partikel ist die Verbform „lass“ erstarrt und der Ausdruck kann sowohl gegenüber einer als auch mehreren Personen verwendet werden.

### Dialekt
In bairischen Dialekten existiert der Adhortativ als Zusammenziehung (Klitisierung) eines reduzierten Pronomens -ma (entspricht standarddeutsch wir) mit dem flektierten Verb. Beispiele:
- „Gemma!“ – Lass(t) uns (los)gehen!
- „Samma zfrien!“ – Lass(t) uns zufrieden sein!
- „Dringma zsamm!“ – Lass(t) uns austrinken!

Diese Bildungen sind keine exklusiven Adhortativformen, weil sie auch in Aussagesätzen etc. verwendet werden können:
- „Mir samma zfrien.“ – Wir sind zufrieden.

## Englische Sprache
Im Englischen wird der Adhortativ ähnlich wie im Deutschen markiert, nämlich durch let’s, welches aus let us „lass(t) uns“ kontrahiert wurde. Allerdings ist die Verwendung von let’s im Englisch – anders als im Deutschen – obligatorisch, während das Deutsche auch durch die Satzintonation einen Adhortativ ausdrücken kann. Man vergleiche:
- „Let’s go have lunch!“ – „Gehen wir essen!“ (gleichbedeutend mit „Lass(t) uns essen gehen!“)

## Französische Sprache
In der französischen Sprache fällt der Adhortativ für fast alle Verben mit der 1. Person Plural des Indikativ Präsens zusammen. Wie in der deutschen Grammatik wird auch der französische Adhortativ als Imperativ (impératif) geführt. Beispiele für beide Formen sind:
| Verb      | Indikativ       | Adhortativ     |
| --------- | --------------- | -------------- |
| manger    | Nous mangeons.  | Mangeons!      |
| (essen)   | (Wir essen.)    | (Essen wir!)   |
| regarder  | Nous regardons. | Regardons!     |
| (schauen) | (Wir schauen.)  | (Schauen wir!) |

Ausnahmen sind sein und haben (être und avoir), deren Indikativ Präsens und Adhortativ sich deutlich unterscheiden:
| Verb    | Indikativ             | Adhortativ               |
| ------- | --------------------- | ------------------------ |
| être    | Nous sommes généreux. | Soyons généreux!         |
| (sein)  | (Wir sind großzügig.) | (Seien wir großzügig!)   |
| avoir   | Nous avons peur.      | Ayons peur!              |
| (haben) | (Wir haben Angst.)    | (Lasst uns Angst haben!) |

Typisch für alle Verben ist jedoch, dass sich Indikativ und Adhortativ durch die Anfangsstellung und das fehlende Subjekt (in den Beispielen: nous) unterscheiden.

## Lateinische Sprache
Im Lateinischen wird der Adhortativ durch den Konjunktiv Präsens ausgedrückt. Beispiele:
- Cantemus! „Lass(t) uns singen!“
- Eamus! „Lasst uns gehen!“
- Faciamus! „Lasst uns machen!“

Auch das Gerundivum kann einen Adhortativ ausdrücken.

## Ungarische Sprache
Ungarische Verben können mit dem Suffix -j- eine spezielle Form bilden, die sowohl die Funktion des deutschen Adhortativs als auch des Imperativs (für die 2. Person) und des Optativs (für die 3. Person) übernimmt (und auch als Konjunktiv Verwendung findet). Ihre Übersetzung ist darum von der jeweiligen grammatischen Person abhängig. Auch hier jedoch muss darauf geachtet werden, ob es im Satz oder näherem Dialog-Umfeld ein Akkusativ-Objekt gibt. Als Beispiel das Verb vár- ‚warten‘:
| Numerus  | Person | Ungarisch           | Übersetzung          |
| -------- | ------ | ------------------- | -------------------- |
| Singular | 1      | várjam / várjak     | „möge ich warten“    |
| Singular | 2      | várjad / várj       | „warte!“             |
| Singular | 3      | várja *) / várjon   | „möge er/sie warten“ |
| Plural   | 1      | várjuk / várjunk    | „lasst uns warten!“  |
| Plural   | 2      | várjátok / várjatok | „wartet!“            |
| Plural   | 3      | várják / várjanak   | „mögen sie warten“   |

*) Mit der 3. Person Singular wird außerdem die höfliche Aufforderung an einen Person formuliert: „Warten Sie!“

## Slawische Sprachen
In den slawischen Sprachen fügt sich der Adhortativ ins Paradigma der Imperativform. Als Beispiel diene das tschechische Verb dělat „machen“; Imperativmarker ist -ej-:
| Numerus  | Person | Tschechisch | Übersetzung         |
| -------- | ------ | ----------- | ------------------- |
| Singular | 1      | ---         | ---                 |
| Singular | 2      | dělej!      | „mach!“             |
| Singular | 3      | ---         | ---                 |
| Plural   | 1      | dělejme!    | „lasst uns machen!“ |
| Plural   | 2      | dělejte!    | „macht!“            |
| Plural   | 3      | ---         | ---                 |

Wie man deutlich sieht, sind die slawischen Imperativformen – anders als die ungarischen – nicht Teil eines Konjunktivparadigmas; darum gibt es für die 1. Person Singular und die 3. grammatische Person keine solchen Formen.

## Rumänische Sprache
In der rumänischen Sprache gibt es eine Partikel hai, welche zum Zwecke der Aufforderung mehrere Personen verwendet werden kann, zu welchen sich der Sprecher selbst zählt. Varianten dieser Partikel sind haide und haidem. Dieser Partikel folgt der Konjunktivmarker să und danach das Verb:
```
hai/haide/haidem să așteptăm!

„lasst uns warten!“
```

Die Partikel hai(de) stammt aus dem Türkischen hadi und hat sich auch in anderen Sprachen des Balkans zur Markierung des Adhortativs etabliert, zum Beispiel im Serbokroatischen:
```
hajdemo!

„lasst uns los(gehen)!“
```

## Türkische Sprache
In der türkischen Sprache wird der Adhortativ nach der für diese Sprache typischen Agglutination mit einem Suffix {AlIm} gebildet, welches nach den Gesetzen der Vokalharmonie in den Varianten -elim (nach hellem Verbstamm) und -alım (nach dunklem Verbstamm) erscheint:
```
gid-
 „gehen“ → 
gidelim!
 „lasst uns gehen!“
```

```
buluş-
 „sich treffen“ → 
buluşalım!
 „treffen wir uns!“
```

Dieser Adhortativ wird in der türkischen Grammatik dem Paradigma des Voluntativs zugeordnet.